# Odpychacz Dipolowy

Przyciąganie grawitacyjne indukuje ruch do obszarów o większej gęstości, a jednocześnie grawitacyjne odpychanie wypycha materię z pustego obszaru. Znaczniki reprezentują galaktyki i kierunki ich ruchów.

Odpychacz Dipolowy (ang. Dipole Repeller) – obszar centralny kosmicznej pustki, wywierający odpychającą siłę na Grupę Lokalną.

## Odkrycie
Od lat 80. XX wieku wiadomo, że Grupa Lokalna przemieszcza się w kierunku Wielkiego Atraktora oraz położonej w tym samym kierunku ruchu (tylko w większej odległości) Supergromady Shapleya. Jednakże jej prędkość w odniesieniu do mikrofalowego promieniowania tła (wynosząca ok. 630 km/s) wydawała się dwa razy większa, niż powinna być wskutek przyciągania supergromad Shapleya i innych.
30 stycznia 2017 roku zespół naukowców opublikował w „Nature” odkrycie struktury kosmicznej (nazwanej przez nich „odpychaczem dipolowym”), znajdującej się w odległości 220 Mpc (220 Mpc) od Drogi Mlecznej, który wywiera „odpychający” wpływ na Grupę Lokalną (w przeciwieństwie do „przyciągania” Wielkiego Atraktora).